# Sébastien Lacroix (homme politique)
Pour les articles homonymes, voir Sébastien Lacroix et Lacroix.
Sébastien Lacroix, né en 1768 et mort guillotiné à Paris le 24 germinal an II (13 avril 1794), est un homme politique associé aux événements de la Révolution française.
Fougueux démagogue, commissaire de la Commune de Paris pour les subsistances, Lacroix fut envoyé en mission à Meaux, en septembre 1792, époque à laquelle eut lieu dans cette ville le massacre des prêtres.
De retour à Paris, il proposa l’abolition de la royauté et demanda, au nom de la section des Quatre-Nations, l’arrestation des députés de la Constituante et de la Législative qui avaient voté l’inviolabilité du roi et l’impunité de La Fayette.
Nommé membre du Tribunal révolutionnaire, Lacroix exerça ses fonctions sans pitié. Arrêté et condamné à mort comme complice d’Hébert, il monta sur l’échafaud avec lui.

## Source
- Elphège Boursin, Augustin Challamel, Dictionnaire de la Révolution française, Paris, Furne, Jouvet et cie, 1893, p. 387.